# BTR-90
是俄羅斯在1993年設計的8×8輪式裝甲運兵車，於1994年首次公開展出。該車是BTR-80的增大版本，裝備與BMP-2一樣的希普諾夫2A42機炮。相對於BTR-80，BTR-90改進了整個戰車的前緣弧設計，使其能夠有效防禦14.5毫米口徑的槍彈。
BTR-90配備一門希普諾夫2A42機炮（BTR-90M使用的則是2A72機炮）以及一挺PKT 7.62毫米同軸輕機槍或Kord 12.7毫米重機槍，同時在炮台的兩側配備了5發戰車射反坦克導彈以及AGS-17 30毫米自動榴彈發射器。
因為整體發展計畫源自蘇聯年代，被現今的俄羅斯國防部認定載台設計理念過於老舊，不合於時代，因此始終未採購。2011年10月，俄羅斯國防部宣稱，直到2020年，BTR-90將不會出現於國防採購單上，並且放棄出口BTR-90。
隨後俄軍選擇大量裝配BTR-82A，戰鬥力已大幅上升，且是從舊車款衍生而來，省略開發成本且生產成本較低，使得不夠先進的BTR-90更不可能改變命運。
2015年莫斯科勝利遊行曝光次世代的「迴旋鏢」(Boomerang) 輪型裝甲車，亦正式宣告BTR-90計畫已不可能復活。

## 發展
GAZ股份公司的子公司Arzamas機械製造廠在90年代初展示第一輛BTR-90原型車後於1994年公開展出。
該車現目前裝備於車輛機械化部隊，主要用作俄羅斯陸軍和海軍步兵的運輸和支援單位。同時該車也可作監視、偵察和巡邏用途。
汽車被設計成輪式步兵戰車是為了保證運輸步兵和火力支援時的高機動性，同時良好的彈性底盤也為車內人員提供了一個良好的車內環境，並且能夠對車內人員起到良好的保護作用。
BTR-90使用了和BMP-2步兵戰車一樣的希普諾夫2A42機炮。

## 描述
BTR-90有一個尖鼻子，有點類似於LAV-25。車身整體焊接裝甲鋼板，整個車體略大於BTR-80。
BTR-90可以使用多種燃料來供於柴油機，通過水冷降溫和渦輪增壓，可以讓發動機產生約510匹的馬力。車輛發動機可逆向轉動，同時它能夠向兩邊的車輪提供不同的動力。整車利用車輪與獨立的扭桿悬挂來達到最佳的減震效果。

## 佈局
整車佈局類似於BTR-80，指揮官和炮手的戰鬥艙都同BTR-80一樣在炮塔。車內的BPKZ-42機槍手視鏡可以由車長調整P-13瞄具的白光模式和夜視模式來適應環境和找尋目標。同時BPK-Z15也可以安裝熱成像視鏡在炮塔上。
駕駛員位於車體的炮台中前部。後面的乘客艙位於司機的後方和炮台下方。載具機艙在車體後方。
最初的側門設計是位於車輛兩側。這樣的設計便於車輛快速裝載士兵。輪胎位於車身兩側，兩組輪胎都採取獨立的動力系統。

## 特性
BTR-90最高時速能達到100公里/小時，並擁有與履帶式步兵戰車相同的越野能力，在通常狀態下，車輛平均時速在50公里/小時左右。
車輛可以行駛於水面上，他的兩個噴水推進器可以使車輛在水上航行，當載具作為兩棲登陸的運輸工具時，最高速度可達9公里每小時，同時也可通過兩棲登陸艦或者兩棲攻擊艦直接部署於水上並且快速投入到戰鬥中。
BTR-90可以通過卡車、火車、登陸艦、水翼船、大型運輸機進行運送。液壓機械的傳動方式有利於增加其可操縱性。向兩邊的車輪提供不同的動力和速度可以使BTR-90在6米內完成一個90度的大轉彎。當所有輪子同時運作時完成一個90度的轉彎也只需要14米。在越野方面，單車常速行駛可以直接跨越2.1米的寬溝。發動機整體協助行駛可以爬山斜度最高達60度的陡壁和80釐米以下的垂直障礙物。
車輛的內部空間大約有12立方米，負載達7000公斤，並且可以掛在戰車空調系統。車長有權利對戰車進行全面監控以及監測，也可以控制炮手的武器。車載信息控制系統（OIC）可以自動控制載具的發動機系統以自動運行戰車，這是第一次採用該系統的地面載具。輪胎實心壓力系統能保護戰車輪胎被攻擊爆胎後仍然可以行駛。

## 装甲及保护
BTR-90採取焊接鋼裝甲鋼板設計。BTR-90改進了整個戰車的前緣弧設計，使其能夠有效防禦14.5毫米口徑的槍彈。側面裝甲的傾斜設計可以有效防止大口徑機槍和爆炸產生的彈片碎片。附加防禦裝甲也可以加裝在車體周圍，比如採取被動防禦方法的爆炸反應裝甲，這樣的強化升級可以有效增強車輛在戰場的存活率，同時車體為了行徑過程中的視野也可以加裝鋼化玻璃觀察窗和車體折射觀察鏡。該車集成的NBC（核、生物、化學）保護系統保護車內乘客在遭遇核衝擊波、穿透輻射核攻擊、放射性塵埃、細菌和化學武器攻擊之時給予最大限度的防護。
BTR-90的戰鬥輪胎也可以有效防止小型地雷炸彈，小口徑武器的攻擊。
BTR-90還擁有一個自動消防系統，如果車輛產生損壞該系統就會自動運轉，通過車體排水和滅火系統來緊急修復戰車。除此之外，BTR-90也擁有和一個緊急反制系統，該系統之下的煙霧排放系統擁有六個煙霧彈發射器，發射高熱紅外線煙幕干擾紅外制導導彈的制導。

## 武器裝備
BTR-90使用希普諾夫2A42 30mm口徑機炮，能攜帶500發炮彈。同主炮一軸的還有一挺7.62毫米PKT同軸機槍，載彈量為2,000發子彈。炮台上還有一門30毫米AGS-17自動榴彈發射器。
導彈炮台上安裝攜帶了5發Konkurs肩扛式反坦克導彈導彈以對付裝甲目標。這5枚導彈是直接安裝到車體上的，所以可以直接拆卸下來由單兵使用。
戰車的武器系統都集中於炮台，配合消防系統協調運行。火控系統使得車載武器可以在運動的時候發現瞄准目標並且計算目標位移來開火並且擊中目標。
炮塔可以360度旋轉和最小-5度最大75度的仰俯角射擊。 
除了車載武器，乘客也可以通過車體小艙門來發射自己攜帶的武器彈藥以增強戰車總體火力。

## 變體
- BTR-90M

擁有一門來自於BMP-3的2A70 100mm線膛炮和希普諾夫2A72 30mm口徑機炮同軸機炮和一挺7.62毫米PKT機槍。BTR-90M在2001年首次公開展出卻並未服役於軍隊。
- Krymsk

2013年7月30日，據俄羅斯透露，BTR-90已經重新設計並且以此基礎開發了無人駕駛版本，該車被稱為Krymsk。
該車可以使用電池和燃油雙向動力源行駛。經過測試表示Krymsk最大移動速度可以達到97公里每小時，僅在短短的33秒內便可加速到80千米每小時。
Krymsk通過遠程遙控的方式進行戰鬥，可以配備新式的武器系統，包括未來激光武器和電磁投射武器。

## 流行文化
BTR-90步兵战车在2005年第一人称射击游戏《戰地風雲2》中是虛構陣營MEC的步兵戰車，同時在2013年第一人称射击游戏《戰地風雲4》（Battlefield 4）中以俄罗斯陆军步兵战车之姿出现，但是为了简化游戏的设定参数，奇怪地使用25毫米機炮（預設）、拖式飛彈（解鎖後）和祖尼火箭（解鎖後），類似的情況亦出現在ZBL-09。

## 图集

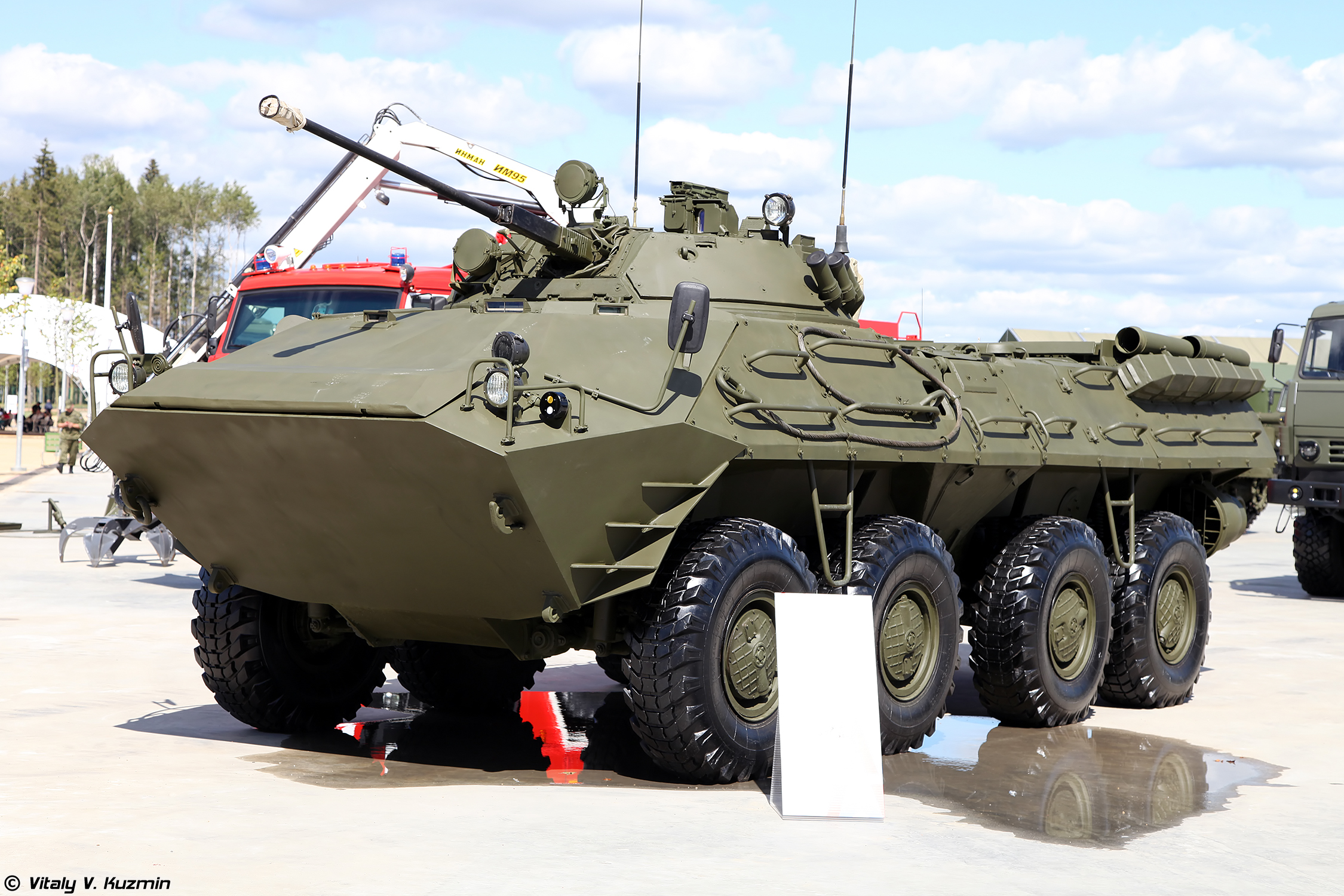
BTR-90左前方
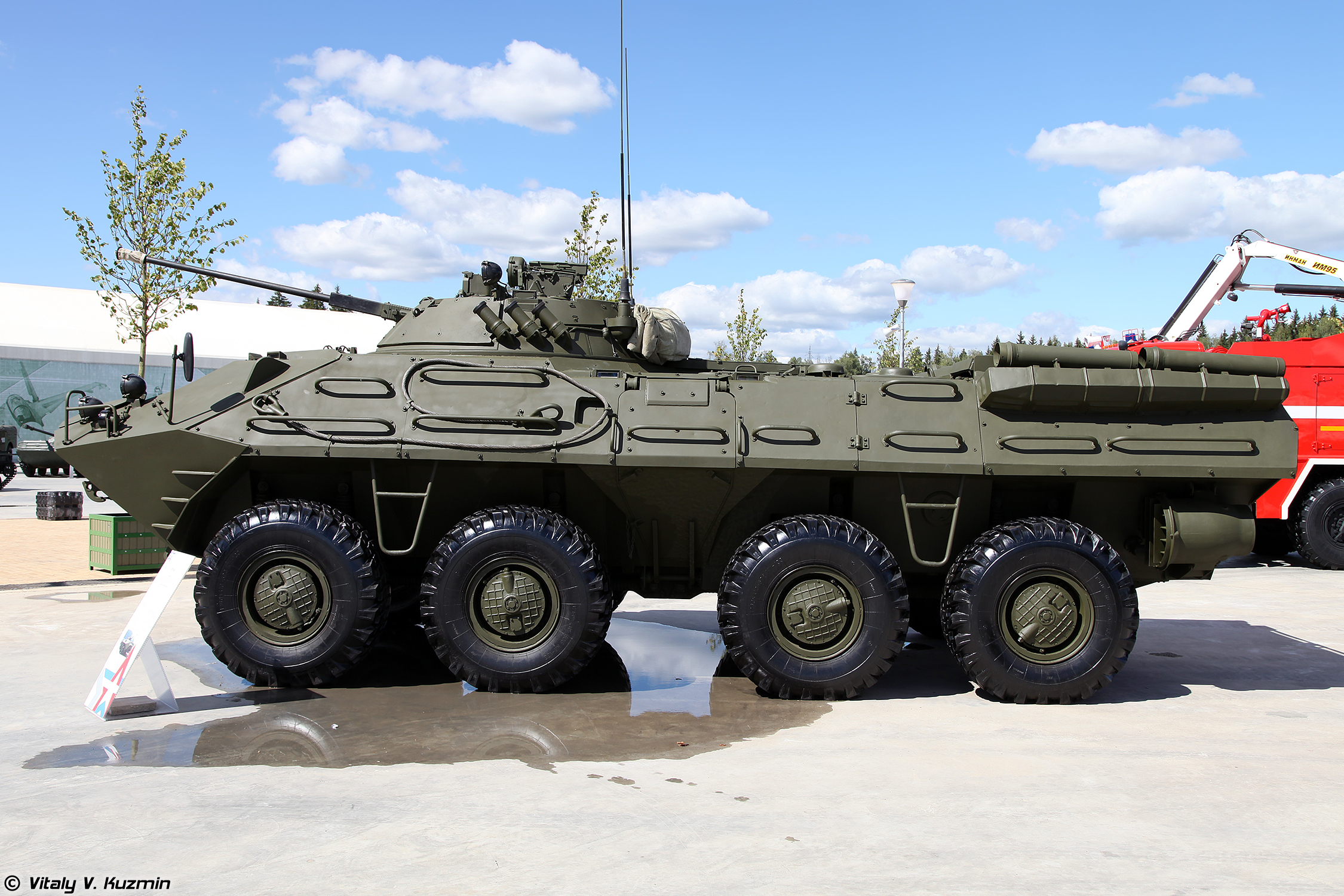
BTR-90炮台
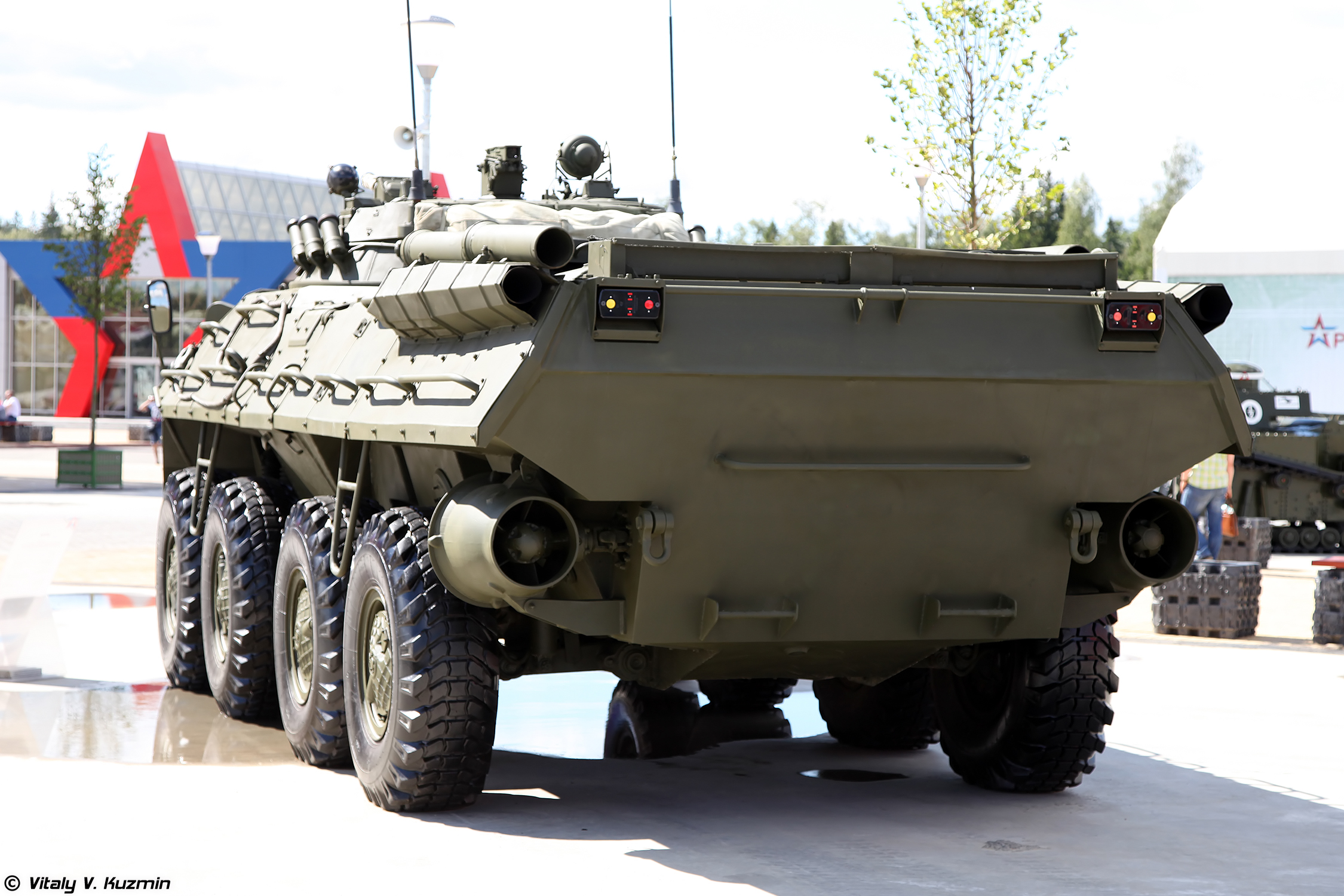
BTR-90右后方